# Base espacial

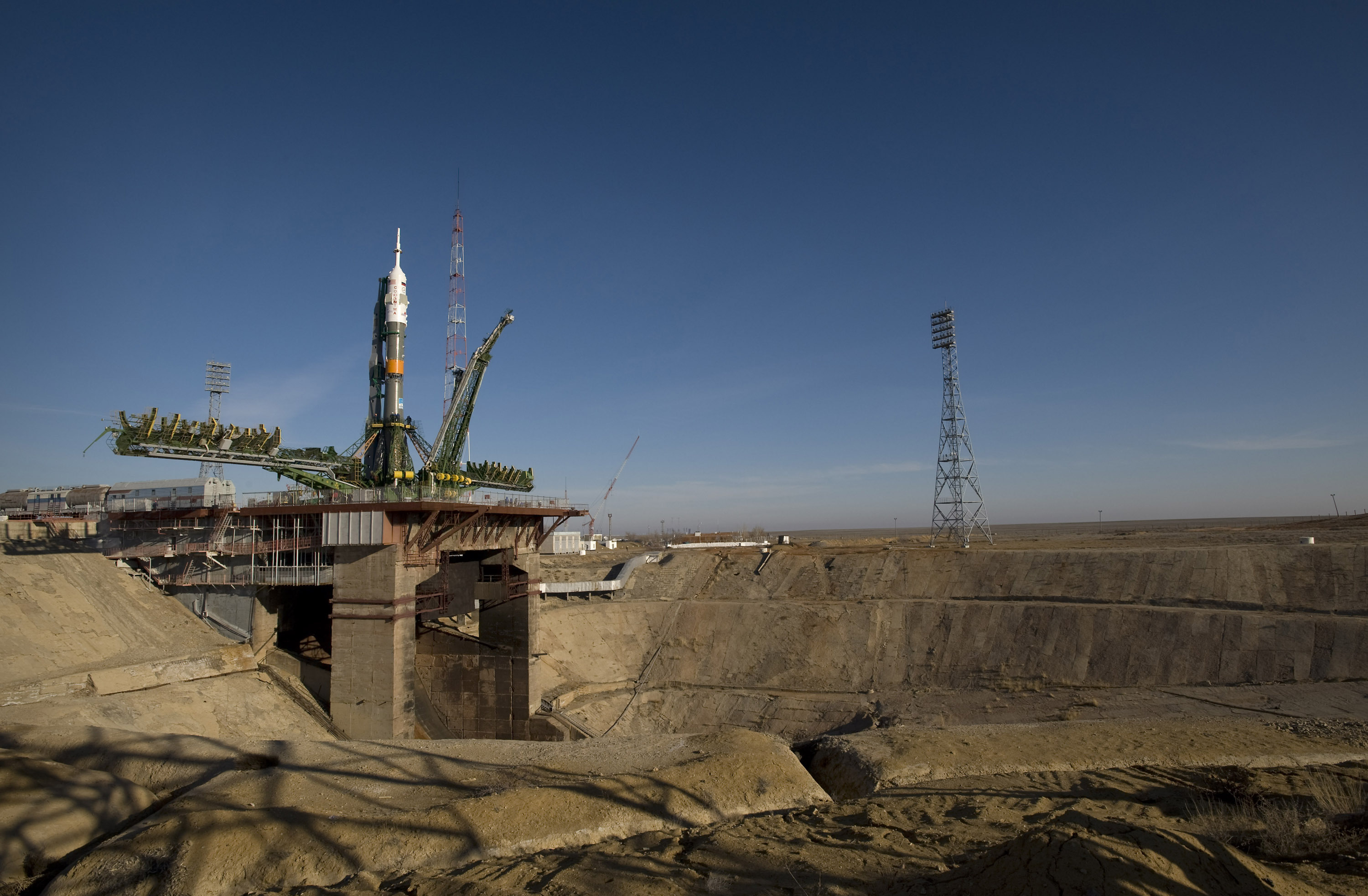
El cohete Soyuz en una plataforma de despegue del cosmódromo de Baikonur (2009).

Una base espacial, puerto espacial o cosmódromo es el conjunto de instalaciones preparadas para el lanzamiento, llegada o asistencia técnica de cohetes o naves espaciales. En los países de la antigua Unión Soviética, estas instalaciones son conocidas como cosmódromos (del griego cosmos, mundo, y dromos, pista). Aunque la expresión "base espacial" tiene un uso más extendido y se suele restringir el uso del término "cosmódromo" a un contexto geográficamente delimitado, en los estados postsoviéticos dicho vocablo es aceptado como sinónimo.
Las bases espaciales están emplazadas en sitios suficientemente extensos para que la explosión de un cohete no ponga en peligro los cohetes y vidas humanas adyacentes. Se prefiere sitios de lanzamiento cerca del Ecuador y orientados hacia el este. Con ello, se consigue aprovechar al máximo la velocidad de rotación de la Tierra y optimizar la posición para órbitas de baja inclinación, para aumentar la masa que se puede llevar a órbita. Sin embargo, para órbitas polares u órbitas de Molniya se buscan emplazamientos orientados hacia el norte.
La primera base espacial del mundo fue la del Cosmódromo de Baikonur, todavía hoy en funcionamiento y actualmente la más ocupada del mundo debido principalmente a su actividad de soporte a la Estación Espacial Internacional.
Los principales puertos espaciales a menudo incluyen más de un complejo de lanzamiento, que pueden ser sitios adaptados para diferentes tipos de lanzadores. Para los vehículos de propulsión líquida se necesitan instalaciones de almacenamiento del combustible y, en algunos casos, instalaciones de producción. También son comunes las instalaciones de procesamiento in situ para propulsores sólidos.
Un puerto espacial también puede incluir pistas de despegue y aterrizaje de aeronaves para apoyar las operaciones del puerto espacial o para permitir el apoyo de vehículos de lanzamiento alados HTHL o HTVL .

## Historia

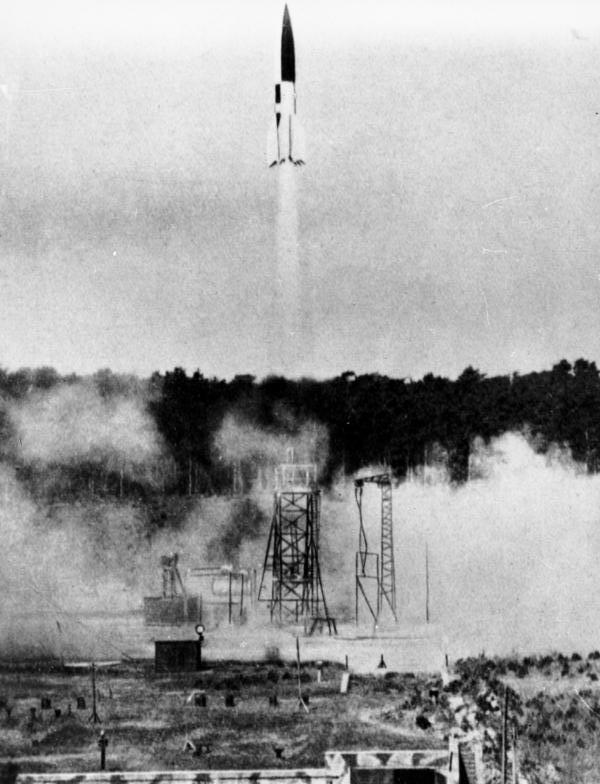
Peenemünde, Alemania - desde donde se lanzó el "V-2", el primer cohete que llegó al espacio en junio de 1944.

Los primeros cohetes que alcanzaron el espacio fueron los cohetes V-2 lanzados desde Peenemünde, Alemania en 1944 durante la Segunda Guerra Mundial. Después de la guerra, se llevaron 70 cohetes V-2 completos a White Sands para lanzamientos de prueba, y 47 de ellos alcanzaron altitudes entre 100 km y 213 km.
El primer puerto espacial del mundo para lanzamientos orbitales y humanos, el cosmódromo de Baikonur en el sur de Kazajistán, comenzó como una instalación de cohetes militares soviéticos en 1955. Logró el primer vuelo orbital (Sputnik 1) en octubre de 1957. En un principio, la ubicación exacta del cosmódromo fue mantenida en secreto. Las suposiciones sobre su ubicación daban a equívoco, debido a que compartía el nombre con un pueblo minero a 320 km de distancia. La posición se conoció en 1957 fuera de la Unión Soviética solo después de que los aviones U-2 identificaron el sitio siguiendo las líneas ferroviarias en la República Socialista Soviética de Kazajistán, aunque las autoridades soviéticas no confirmaron la ubicación durante décadas.
El cosmódromo de Baikonur logró el primer lanzamiento de un ser humano al espacio, Yuri Gagarin, en 1961. El complejo de lanzamiento utilizado, el Sitio de Lanzamiento 1, ha alcanzado un significado simbólico especial y se denomina la Plataforma Gagarin. Baikonur fue el principal cosmódromo soviético, y Rusia todavía lo utiliza con frecuencia en virtud de un acuerdo de arrendamiento con Kazajistán.
En respuesta a los primeros éxitos soviéticos, Estados Unidos construyó un importante complejo de puertos espaciales en Cabo Cañaveral en Florida. Una gran cantidad de vuelos no tripulados, así como los primeros vuelos humanos, se llevaron a cabo en la Estación de la Fuerza Espacial de Cabo Cañaveral. Para el programa Apolo, se construyó un puerto espacial adyacente, el Centro Espacial Kennedy, y se logró la primera misión tripulada a la superficie lunar (Apolo 11) en julio de 1969. Fue la base de todos los lanzamientos de transbordadores espaciales y la mayoría de sus aterrizajes en la pista. Para obtener detalles sobre los complejos de lanzamiento de los dos puertos espaciales, consulte la Lista de sitios de lanzamiento de Cabo Cañaveral y Merritt Island.
El Centro Espacial de Guayana en Kourou, Guayana Francesa, es el principal puerto espacial europeo, con lanzamientos de satélites que se benefician de la ubicación 5 grados al norte del ecuador.
En octubre de 2003, el Centro de Lanzamiento de Satélites de Jiuquan logró el primer vuelo espacial humano chino.
Rompiendo con la tradición, en junio de 2004 en una pista de aterrizaje en el Puerto Aéreo y Espacial de Mojave, California, se lanzó por primera vez un ser humano al espacio en un vuelo espacial suborbital financiado con fondos privados, que tenía la intención de allanar el camino para futuros vuelos espaciales comerciales. La nave espacial, SpaceShipOne, fue lanzada por un avión de transporte que despegaba horizontalmente.
En Cabo Cañaveral, SpaceX en 2015 realizó el primer aterrizaje y recuperación exitosos de una primera etapa utilizada en el lanzamiento de un satélite vertical.

## Descripción
Una base de lanzamiento tiene los siguientes elementos:
- uno o más conjuntos de lanzamiento. El término "conjunto de lanzamiento" designa una parte de la base de lanzamiento, lo que permite preparar un lanzador de forma independiente. Un kit de lanzamiento puede incluir:

- edificios de montaje en los que se ensamblan el lanzador y su carga útil (satélite artificial, sonda espacial, etc.);
- un edificio de preparación de carga útil (puede ser común lanzar conjuntos como en Kourou);
- una o más plataformas de lanzamiento (o áreas de lanzamiento) desde las que se disparan los cohetes. La presencia de varias plataformas de lanzamiento permite acortar el tiempo de lanzamiento (con dos plataformas de lanzamiento, se pueden disparar dos cohetes en un intervalo muy corto). La plataforma de lanzamiento está lejos de todos los demás edificios para limitar los daños si el lanzador explota en el despegue o en el suelo (5 km entre el VAB y las plataformas de lanzamiento en el Centro Espacial Kennedy);
- un centro de lanzamiento que coordina el montaje del lanzador, las pruebas y el lanzamiento real.

- medios logísticos;
- medios de medición;
- los medios de respaldo implementados en caso de incidente;
- una sala de control que se encarga de las operaciones del lanzador y su carga útil desde el momento en que despega.

La base de lanzamiento del Puerto espacial de Kourou tiene tres conjuntos de lanzamientos operativos: ELA-3 para el lanzamiento de Ariane 5, ELA-1 para el lanzador europeo Vega y ELS para el lanzador ruso Soyuz. ELA-3 consta de varios edificios de montaje, una única plataforma de lanzamiento y un centro de lanzamiento (CDL3). El edificio donde se preparan las cargas útiles es común a todos los conjuntos de lanzamiento (edificio S5). Después del despegue, las operaciones se controlan desde el centro de control de Júpiter. En el Centro Espacial Kennedy, la base de lanzamiento tiene un solo conjunto de lanzamiento, Complejo de lanzamiento 39, que tiene dos plataformas de lanzamiento (39A y 39B).

## Ubicación
Los cohetes pueden alcanzar más fácilmente las órbitas de los satélites si se lanzan cerca del ecuador en dirección este, ya que esto maximiza el uso de la velocidad de rotación de la Tierra (465 m/s en el ecuador). Dichos lanzamientos también proporcionan una orientación deseable para llegar a una órbita geoestacionaria. Para las órbitas polares y las órbitas de Mólniya, esto no se aplica.
En principio, las ventajas del lanzamiento a gran altitud son la reducción de la distancia vertical para viajar y una atmósfera más delgada para que penetre el cohete. Sin embargo, la altitud del lugar de lanzamiento no es un factor determinante en la ubicación del puerto espacial porque la mayor parte del delta-v para un lanzamiento se gasta en lograr la velocidad orbital horizontal requerida. La pequeña ganancia de unos pocos kilómetros de altitud adicional no suele compensar los costos logísticos del transporte terrestre en terrenos montañosos.
Se han colocado muchos puertos espaciales en instalaciones militares existentes, como los campos de tiro de misiles balísticos intercontinentales, que no siempre son lugares físicamente ideales para el lanzamiento.
Se construye un sitio de lanzamiento de cohetes lo más lejos posible de los principales centros de población para mitigar el riesgo para los transeúntes en caso de que un cohete experimente una falla catastrófica. En muchos casos, se construye un sitio de lanzamiento cerca de las principales masas de agua para garantizar que no se derramen componentes sobre áreas pobladas. Por lo general, un sitio de puerto espacial es lo suficientemente grande como para que, si un vehículo explota, no pondrá en peligro vidas humanas o plataformas de lanzamiento adyacentes.
Los sitios planificados de puertos espaciales para vuelos espaciales turísticos suborbitales a menudo hacen uso de la infraestructura terrestre existente, incluidas las pistas. La naturaleza de la vista local desde 100 km (62 millas) de altitud también es un factor a considerar.

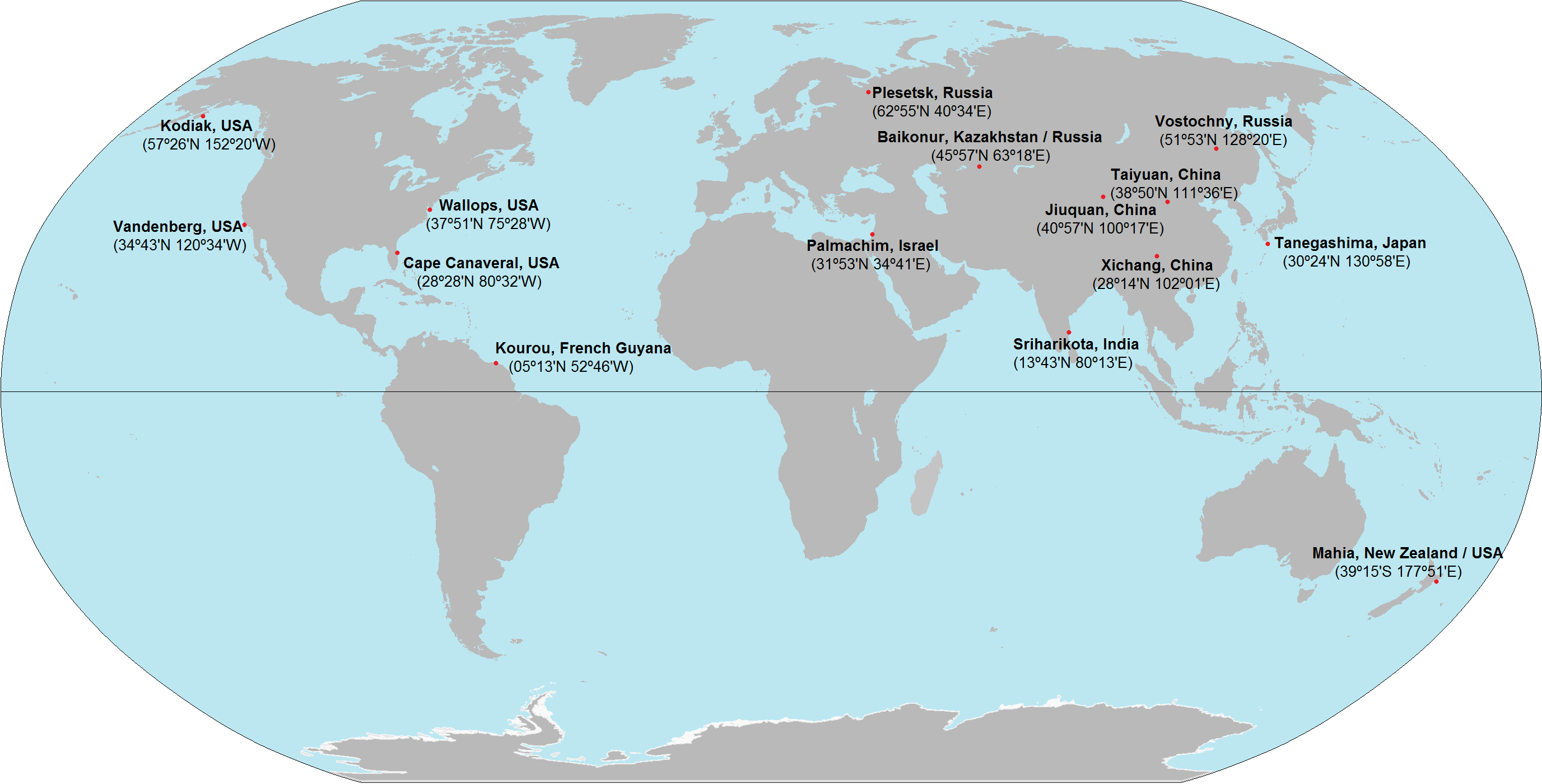
Bases espaciales en operación en el mundo.

## Bases espaciales en Europa
Hasta ahora no hay puerto espacial en la Europa continental. El único operador europeo de cohetes actualmente, Arianespace, lanza desde Kourou. Los sitios de lanzamiento de cohetes Esrange en Suecia y Andøya en Noruega hasta ahora solo han sido diseñados para vuelos suborbitales, pero se ampliarán para el lanzamiento de pequeños satélites.[cita requerida]
El Centro Espacial Shetland y el Puerto Espacial Sutherland se han planeado en la isla Shetland de Unst y en las Tierras Altas de Escocia desde 2017 y 2018 respectivamente. A partir de ahí, el cohete estadounidense RS1 y el cohete Prime británico-danés no comenzarán hasta 2022 como muy pronto.[cita requerida] También se planea un sitio de lanzamiento para el Prime en la isla de Santa María en las Azores.[cita requerida] Desde el aeropuerto inglés Newquay Cornwall Airport en el futuro también despegará el avión de transporte Cosmic Girl con el cohete orbital LauncherOne.[cita requerida]
Debido a su ubicación en el interior y su densa población, Alemania no es adecuada como ubicación para un puerto espacial. Por lo tanto, los vehículos de lanzamiento bávaros Spectrum y RFA One deberían despegar de Kourou y Andøya, respectivamente.[cita requerida] Además, el consorcio Bremen GOSA quisiera establecer un "puerto espacial flotante" en el Mar del Norte.[cita requerida]

## Más allá de la Tierra
Se han propuesto puertos espaciales para ubicaciones en la Luna, Marte, orbitando la Tierra, en los puntos de Lagrange Sol-Tierra y Tierra-Luna, y en otras ubicaciones del Sistema Solar. Los puestos de avanzada atendidos por humanos en la Luna o Marte, por ejemplo, serán puertos espaciales por definición. El Programa de Estudios Espaciales de 2012 de la Universidad Internacional del Espacio estudió el beneficio económico de una red de puertos espaciales en todo el sistema solar comenzando desde la Tierra y expandiéndose hacia afuera en fases, dentro de su proyecto de equipo Operaciones e infraestructura de servicios para el espacio (OASIS). Su análisis afirmó que la primera fase, la colocación del puerto espacial "Nodo 1" con servicios de remolcadores espaciales en órbita terrestre baja (LEO), sería comercialmente rentable y reduciría los costos de transporte a la órbita geosincrónica hasta en un 44% (dependiendo del vehículo de lanzamiento). La segunda fase agregaría un puerto espacial Nodo 2 en la superficie lunar para proporcionar servicios que incluyen la extracción de hielo lunar y la entrega de propulsores de cohetes de regreso al Nodo 1. Esto permitiría actividades en la superficie lunar y reduciría aún más los costos de transporte dentro y fuera del espacio cislunar. La tercera fase agregaría un puerto espacial Nodo 3 en la luna marciana Fobos.para permitir el reabastecimiento de combustible y el reabastecimiento antes de los aterrizajes en la superficie de Marte, las misiones más allá de Marte y los viajes de regreso a la Tierra. Además de la minería y el reabastecimiento de combustible, la red de puertos espaciales podría proporcionar servicios tales como almacenamiento y distribución de energía, ensamblaje y reparación en el espacio de naves espaciales, retransmisión de comunicaciones, refugio, construcción y arrendamiento de infraestructura, mantenimiento de naves espaciales posicionadas para uso futuro, y logística.

## Turismo espacial
La industria del turismo espacial está siendo objeto de puertos espaciales en numerosos lugares del mundo. Por ejemplo, Spaceport America, Nuevo México.
El establecimiento de puertos espaciales para viajes turísticos plantea problemas legales, que sólo se están empezando a abordar.

## Ejemplos
- Cosmódromo de Plesetsk
- Cosmódromo de Baikonur
- Cosmódromo de Kapustin Yar
- Cosmódromo Vostochni, que incluirá al actual Cosmódromo Svobodni
- Centro espacial John F. Kennedy
- Cabo Cañaveral
- Centro de Lanzamiento Satelital de Jiuquan
- Puerto Espacial Europeo de Kourou
- Centro de Lanzamiento de Alcântara